# Церква Покрови Пресвятої Богородиці (Романове Село)
Церква Покрови Пресвятої Богородиці в Романовому Селі — парафія і храм греко-католицької громади Збаразького деканату Тернопільсько-Зборівської архієпархії Української греко-католицької церкви в селі Романове Село Тернопільського району Тернопільської области.

## Історія церкви
Романове Село завжди було самостійною парафією, і лише з 1843 року стало філіалом парафії с. Киданці. Ініціатором і забудовником нової церкви був Петро Лучка, який віддав своє поле та очолив будівельний комітет. Місце під будівництво у 1913 році освятив митрополит Андрей Шептицький, а інженерами були Залецький зі Скалата та п. Фалендиш з Тернополя. Будівництво завершили у 1927 році, а першу відправу у 1928 році провів о. Григорій Хамчук.
У 1946 році діяльність УГКЦ було заборонено, і о. Григорія Хамчука вислали до Сибіру за відмову перейти у московське православ'я. Там він і помер. За радянських часів храм Покрови Пресвятої Богородиці постійно діяв, але у приналежності до РПЦ. 14 жовтня 1991 року, на престольний празник, церкву повернули греко-католицькій громаді.
16 жовтня 2003 року генеральний вікарій Тернопільсько-Зборівської єпархії о. митрат Василій Семенюк освятив новий розпис храму, який з ініціативи о. Олега Григорця виконали художники Михайло Мацюх та Іван Кузик. З 30 червня по 7 липня 2004 року на парафії відбувалася Свята місія, після якої храм отримав статус Відпустового місця. На честь закінчення місії церкві Покрови Пресвятої Богородиці було надано статус Відпустового місця, відпуст поновлюється щороку на свято народження святого Івана Хрестителя (7 липня). 14 жовтня 2007 року на фасаді храму було встановлено та освячено мозаїчний образ Святого Покрову Пресвятої Богородиці, автором якого є о. Євген Андрухів.
При парафії діють: братство Матері Божої Неустанної Помочі, Марійська і Вівтарна дружини та молитовна група. У власності парафії є проборство — 0,32 га з парафіяльним будинком, садом та городом.

## Парохи
- о. Антін Городецький (1812—1856),
- о. Іван Пайкош,
- о. Григорій Хамчук (1918—1946),
- о. Михайло Шкільний (1989—1996),
- о. декан Олег Григорець (з 17 липня 2003).